# Avenida Presidente Antônio Carlos
A Avenida Presidente Antônio Carlos é a principal artéria de trânsito da regional da Pampulha, em Belo Horizonte bem como de importância geral para a cidade. Nela está localizado o campus da UFMG e o campus da UNIBH. Devido à saturação dos últimos anos, passou, desde 2005, por um processo de duplicação.

## História
Aberta no governo de Juscelino Kubitschek para dar acesso a região turistíca da Pampulha, a avenida Presidente Antônio Carlos começa na Região Central de Belo Horizonte, no tradicional bairro da Lagoinha e se estende por cerca de oito mil metros na direção norte até a Barragem da Pampulha. Atravessa bairros populosos como Cachoeirinha, Aparecida, Bom Jesus e São Francisco.

### Duplicação
A duplicação da avenida, totalizando 3,9 km, foi iniciada em 2005, a partir do trecho que se inicia no Viaduto São Francisco e termina no cruzamento com as avenidas Bernardo de Vasconcelos e Américo Vespúcio, onde foi construída uma trincheira conectando essas duas avenidas. A segunda fase da obra, concluída no fim de 2008, estendeu a duplicação desse ponto até a Rua Aporé, no bairro Aparecida. A terceira e última fase, a mais cara e ambiciosa do projeto, levou a avenida duplicada até o complexo da Lagoinha, na região central. Foram construídos seis viadutos para ligar entre si bairros no entorno da via. Quatro desses viadutos foram "batizados" com nomes de países africanos: o viaduto localizado entre a Rua Elias Mussi Abuid e a Avenida Antônio Carlos recebeu o nome de Senegal. Angola é o nome do elevado entre a Rua Gonçalo Alves e a avenida. O viaduto Moçambique está entre as ruas Paranaíba e dos Operários. E o elevado que fica entre a Rua Serra Negra e a Antônio Carlos recebeu o nome de República do Congo.A Antônio Carlos passou a ter, depois de pronta, quatro faixas de rolamento por sentido, além de uma pista exclusiva para o transporte coletivo por ônibus, busway, com duas faixas de rolamento; a largura total da avenida é de 52 metros. Antes, a Antônio Carlos tinha apenas 25 metros de largura, com apenas duas faixas em cada sentido. Os trabalhos da duplicação da avenida foram concluídos no final do ano de 2010, a tempo de ser inaugurados pelo governo do estado na época do aniversário de 113 anos de Belo Horizonte, comemorados em dezembro.

### Move

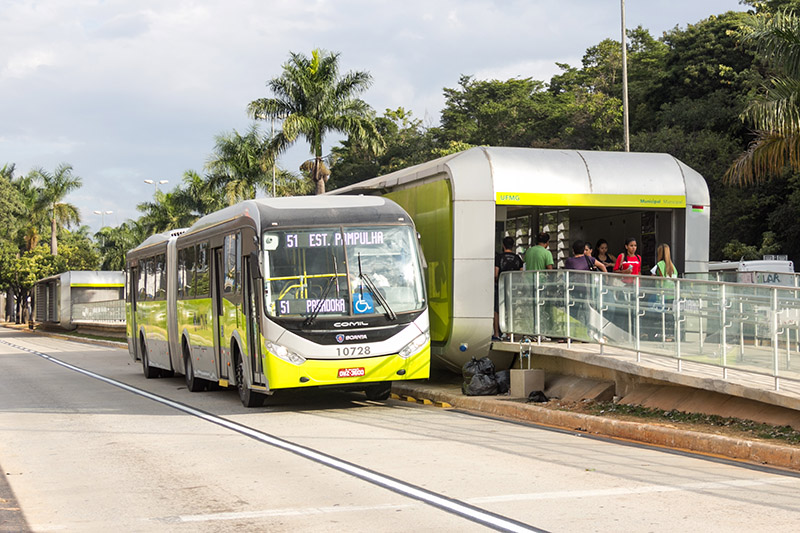
Ônibus do sistema BRT na Avenida Presidente Antônio Carlos, na altura da portaria da UFMG.

Em 2011, deu-se início às obras para a implementação do BRT, sistema de transporte coletivo que utiliza ônibus articulados, de maior capacidade, e que circulam em vias exclusivas.
No início de 2011, um novo viaduto foi inaugurado no complexo da Lagoinha, para separar o tráfego misto oriundo da área central (via Rua Curitiba), do transporte coletivo por ônibus, que passou a utilizar a antiga alça que vem da Avenida Oiapoque. A Nova Antônio Carlos tem estimulado a reforma e a construção de novos empreendimentos, como faculdades, concessionárias de automóveis, centros comerciais como o "Plaza Antônio Carlos", um street mall (shopping center), a ser inaugurado ainda em 2011, no cruzamento com a rua Comendador Nohme Salomão, ao lado do SENAI; e a revitalização do IAPI, conjunto habitacional criado em 1944, durante o mandato de Juscelino Kubitschek na prefeitura de Belo Horizonte.  A conclusão do projeto de duplicação da Antônio Carlos, esperada a muitos anos, é considerada de importância estratégica para a cidade, uma vez que a avenida é um acesso direto ao Estádio do Mineirão, principal arena esportiva de Belo Horizonte, que foi  uma das sedes dos jogos da Copa do Mundo de 2014.
No dia 15 de maio de 2014, o sistema entrou em operação na avenida, mesmo com parte da Estação de Integração Pampulha em obras, utilizando uma frota de cerca de 50 ônibus articulados.

## Galeria

Obras dentro da avenida.
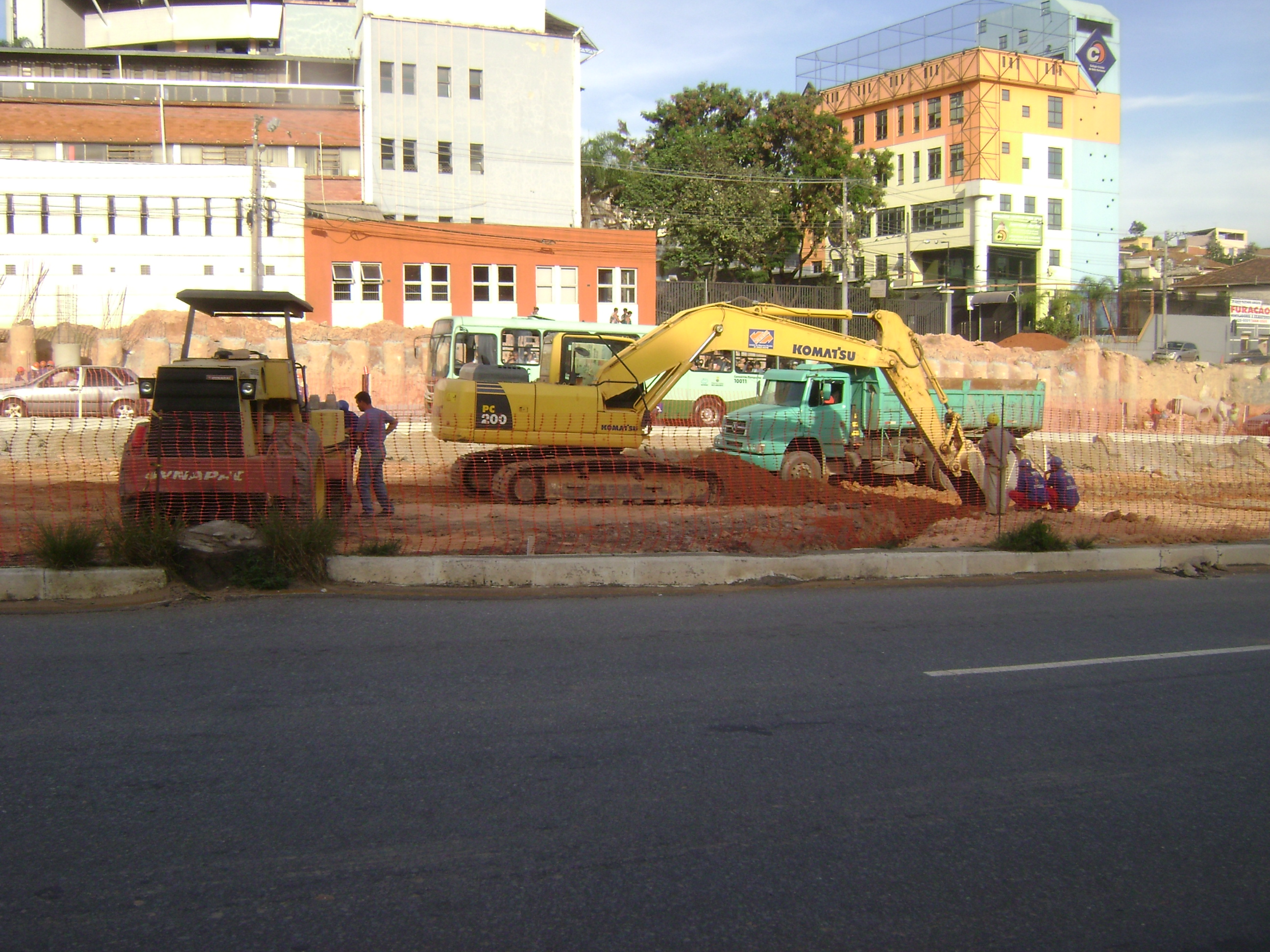
Maquinário a trabalhar na avenida.
Escadaria a ser construída ao lado da avenida.
Viaduto a ser construído sobre a avenida.